# Verschwinden der Boeing 727 N844AA
Am 25. Mai 2003 verschwand eine Boeing 727-223 mit dem US-amerikanischen Luftfahrzeugkennzeichen N844AA spurlos vom Flughafen der angolanischen Hauptstadt Luanda. Nach dem Flugzeug wurde in der Folge weltweit durch das FBI und die CIA gefahndet.

## Flugzeug
Das Flugzeug wurde 1975 von Boeing mit der Seriennummer 20985 hergestellt und an American Airlines ausgeliefert, die die Maschine im Jahre 2001 ausmusterte. Als letzter Eigentümer war die Firma Aerospace Sales & Leasing aus Miami eingetragen.
Aerospace Sales & Leasing verleaste das Flugzeug an TAAG Angola Airlines, die die Maschine aber für etwa 14 Monate nicht einsetzte, sondern lediglich auf dem Flughafen Luanda abstellte und so Gebühren von mehr als 4 Millionen US-Dollar verursachte. Daher wurde das Flugzeug bereits seit Anfang 2002 auf dem Flughafen festgehalten. In Luanda sollte die Maschine umgebaut und danach bei IRS Airlines eingesetzt werden. Zum Transport von Dieselkraftstoff wurden die Sitzreihen durch zehn Tanks ersetzt.
Laut der Beschreibung des FBI war die Maschine

“[…] unpainted silver in color with a stripe of blue, white, and red. The plane was formerly in the air fleet of a major airline, but all of the passenger seats have been removed. It is outfitted to carry diesel fuel.”

„[…] unlackiert, silberfarben mit einem blau-weiß-roten Streifen. Das Flugzeug gehörte ehemals zur Flotte einer großen Fluggesellschaft, jedoch wurden alle Passagiersitze entfernt. Es ist zum Transport von Dieselkraftstoff ausgerüstet.“

## Verschwinden
Am 25. Mai 2003 führte Ben Charles Padilla mit einem weiteren Mechaniker Wartungsarbeiten am Flugzeug durch, die mit einem Prüflauf der Triebwerke enden sollten. Irgendwann rollte die Boeing 727 zur Startbahn, ohne sich vorher beim zuständigen Lotsen auf dem Kontrollturm in Luanda anzumelden. Dieser versuchte noch, Kontakt zu der Maschine herzustellen, was allerdings nicht gelang. Nach dem Abheben konnte das Flugzeug nicht weiter verfolgt werden, da der Transponder, der Position und Höhe des Flugzeugs abstrahlt, nicht eingeschaltet war. Die Maschine startete in südwestlicher Richtung über den Atlantik und wurde seitdem nicht mehr gesehen.
Bei der Frage, wie viele Personen an Bord waren, gehen die Meinungen auseinander; teilweise wird von nur einer, teilweise von mehreren Personen gesprochen. Ob vor dem Rollen zum wahrscheinlich letzten Flug noch weitere Personen an Bord gegangen waren, konnte nicht abschließend geklärt werden.
Ungeklärt im Zusammenhang mit dem Verschwinden des Flugzeugs ist die Rolle von Ben Charles Padilla. Padilla, ausgebildeter Flugzeugmechaniker, Flugingenieur und Inhaber einer Privatpilotenlizenz, war nach Aussagen der US-Behörden an Bord und eventuell am Steuer der Maschine, als diese gestohlen wurde. Seit dem 25. Mai 2003 ist er, wie das Flugzeug, verschwunden.

## Vermeintliche Sichtung
Im Juli 2003 soll das Flugzeug angeblich in Conakry in Guinea gesehen worden sein. Das US-Außenministerium sah dafür allerdings keine Anhaltspunkte und geht davon aus, dass die Zeugen ein anderes Flugzeug gesehen haben. Mittlerweile wird vermutet, dass das Flugzeug in Conakry eine andere ehemalige American-Airlines-727 mit dem Kennzeichen N862AA gewesen ist, die in Guinea das Kennzeichen 3X-GDO erhielt. Sie wurde dann von der Fluggesellschaft Union des Transports Africains de Guinée eingesetzt und am 25. Dezember 2003 bei einem Unfall in Cotonou in Benin zerstört (siehe auch UTAGE-Flug 141).